# Имишова, Мила
Ми́ла И́мишова, урождённая — Пфулец (в.-луж. Mila Imišowa, 26 марта 1827 года, Преушвиц, Германия — 21 февраля 1895 года, Гёда, Германия) — лужицкая писательница, сказочница и баснописец.

## Биография
Родилась 26 марта 1827 года в деревне Пржешецы (Преушвиц) в семье Михала Пфуля и Ганы из рода Немцец, которая была сестрой лужицкого филолога Кшесчана Богумила Пфули. Закончила сербскую среднюю школу Михаила Архангела и педагогическое училище в Будишине. 28 августа 1851 года вышла замуж за лютеранского пастора Яромера Имиша, который был настоятелем лютеранского храма в Ослинге. В 1859 году вместе с мужем переехала в город Гёда, где проживала до своей кончины 21 февраля 1895 года.
С 1849 года стала заниматься литературной деятельностью. Публиковала сказки, религиозные и детские басни. С 1847 года была членом Матицы сербской.
Сестра лужицкого педагога, филолога и писателя Кжесчана Богувера Пфуля. 